# Nekrolog 3. Quartal 1940
Nekrolog
◄◄
| ◄
| 1936
| 1937
| 1938
| 1939
| 1940 | 1941 | 1942 | 1943 | 1944 | ► | ►►
1. Quartal |
2. Quartal |
3. Quartal |
4. Quartal 1940
Weitere Ereignisse | Allgemeiner Nekrolog 1940
Die Beschreibung der verstorbenen Person sollte so kurz wie möglich gehalten sein und nur deren signifikante Tätigkeit(en) enthalten.
Neue Namen ggf. auch unter dem Geburts- und Sterbedatum, also etwa unter 1. Januar und im Geburts- und Sterbejahr (2024) eintragen (nur bei entsprechender großer Wichtigkeit). Für Beispiele siehe die schon vorhandenen Artikel.
Außerdem über die fünf zuletzt Verstorbenen, zu denen es einen ausreichend guten Artikel für eine Präsentation auf der Hauptseite gibt, nach der todesbedingten Überarbeitung der Artikel ggf. auch unter Wikipedia Diskussion:Hauptseite informieren und sie am besten auch in den anderen Wikipedia-Sprachversionen eintragen. Tipp: Regelmäßig bei news.google.de nach „ist tot“, „gestorben“ oder „verstorben“ suchen.
Wenn eine Person gestorben ist, gibt es viele Seiten zu dieser Person in der Wikipedia, die davon auch betroffen sind und entsprechend aktualisiert werden müssen. Beispiele: Namenübersichtsseite, Geburtsjahr, Geburtsort-Seiten und viele mehr.
Wie finde ich die betroffenen Seiten?
Im Suchfeld auf der linken Seite gibt man den Suchbegriff so ein: „Vorname Nachname“. Dann klickt man auf Volltext und alle Seiten mit entsprechendem Suchtext werden aufgerufen. Hier sieht man dann schnell, wo auch das Todesjahr Sinn macht oder sogar ein Teil des Artikels angepasst werden muss. Auch hilft das „Werkzeug“ auf der linken Seite sehr gut, um solche Seiten aufzufinden: „Links auf diese Seite“. Somit ist die Wikipedia wieder aktuell in allen Bereichen! Hinweis: bei Eintragung der Kategorie „Gestorben JAHR“ wird der Missbrauchsfilter 49 ausgelöst, was jedoch nicht schlimm ist. Siehe: Spezial:Missbrauchsfilter/49
Dies ist eine Liste von im dritten Quartal 1940 verstorbenen bekannten Persönlichkeiten. Die Einträge erfolgen innerhalb der einzelnen Daten alphabetisch sortiert. Tiere sind im Nekrolog für Tiere zu finden.

## Juli
| Tag      | Name                                 | Beruf, bekannt als | Alter | Beleg |
| -------- | ------------------------------------ | --- | ----- | ----- |
| 1. Juli  | Andor Ákos                           | deutsch-ungarischer Architekt, Offizier und Maler | 46    |       |
| 1. Juli  | Ernest Coycault                      | US-amerikanischer Jazzmusiker | 56    |       |
| 1. Juli  | Johanna Kampmann-Freund              | österreichische Malerin und Grafikerin | 52    |       |
| 1. Juli  | Alexander Toluboff                   | US-amerikanischer Szenenbildner russischer Herkunft | 57    |       |
| 1. Juli  | Ben Turpin                           | US-amerikanischer Komiker, Stummfilmschauspieler | 70    |       |
| 2. Juli  | John William Abercrombie             | US-amerikanischer Rechtsanwalt und Politiker | 74    |       |
| 2. Juli  | Otto Abernetty                       | deutscher Generalmajor der Luftwaffe | 47    |       |
| 2. Juli  | Philip de Fonblanque                 | britischer Generalmajor | 54    |       |
| 2. Juli  | Curt Sigmar Gutkind                  | deutscher Romanist und Italianist | 43    |       |
| 2. Juli  | Karl Olbrysch                        | deutscher Politiker (KPD), MdR | 37    |       |
| 2. Juli  | Guido Seeber                         | deutscher Filmpionier, Fotograf und Kameramann | 61    |       |
| 3. Juli  | Thor Goote                           | deutscher Schriftsteller | 41    |       |
| 3. Juli  | Leonhard Seiderer                    | deutscher Fußballspieler | 44    |       |
| 3. Juli  | Detlof von Winterfeldt               | preußischer Generalmajor und Militärattaché | 73    |       |
| 4. Juli  | James Baxter                         | britischer Segler | 70    |       |
| 4. Juli  | Sammi Fajarowicz                     | deutscher Schachmeister | 32    |       |
| 4. Juli  | Lew Borissowitsch Kafenhaus          | russischer Ökonom und Politiker | 54    |       |
| 4. Juli  | Wolfgang Knorr                       | deutscher Mediziner und Rassentheoretiker | 29    |       |
| 4. Juli  | Oskar Korschelt                      | deutscher Gospieler, Chemiker und Ingenieur | 86    |       |
| 4. Juli  | Marie Louise von Larisch-Wallersee   | Nichte der Kaiserin Elisabeth von Österreich | 82    |       |
| 4. Juli  | Hans Lorenz                          | deutscher Ingenieurwissenschaftler | 75    |       |
| 4. Juli  | Józef Pankiewicz                     | polnischer Maler, Grafiker und Hochschullehrer | 73    |       |
| 04. Juli | William Robinson                     | britischer Schwimmer | 69    |       |
| 5. Juli  | Friedrich Robert von Beringe         | deutscher Soldat, Entdecker der Berggorillas | 74    |       |
| 5. Juli  | August Bohnert                       | deutscher Oberbergrat | 83    |       |
| 5. Juli  | Arthur Stockdale Cope                | englischer Porträtmaler | 82    |       |
| 5. Juli  | Albert Dupré                         | französischer Musikpädagoge, Organist und Chorleiter | 79    |       |
| 5. Juli  | Carl Einstein                        | deutscher Kunsthistoriker und Schriftsteller | 55    |       |
| 5. Juli  | Winder Laird Henry                   | US-amerikanischer Politiker | 75    |       |
| 5. Juli  | Luigi Vanoni                         | Schweizer Ingenieur | 86    |       |
| 6. Juli  | Alexander Alexandrovich Goldenweiser | US-amerikanischer Anthropologe und Soziologe | 60    |       |
| 6. Juli  | Friedrich List                       | deutscher Jurist und Politiker (NLP), MdR | 70    |       |
| 7. Juli  | Hermann Baumann                      | österreichischer Landwirt und Politiker, Landtagsabgeordneter | 74    |       |
| 7. Juli  | Arthur Löbner                        | deutscher Politiker | 89    |       |
| 8. Juli  | Carl Clemen                          | deutscher evangelischer Theologe und Religionshistoriker | 75    |       |
| 9. Juli  | Johannes Heinrich Braach             | deutscher Schriftsteller, Dichter, Journalist, Redakteur, Musikkritiker, Musikwissenschaftler, Intendant                                                             | 52    |       |
| 9. Juli  | Waldemar Otte                        | deutscher Theologe und Politiker (Zentrum), MdR, MdL | 61    |       |
| 10. Juli | Hans von Feldmann                    | deutscher Offizier und Politiker | 71    |       |
| 10. Juli | Arthur Holmes Howell                 | US-amerikanischer Zoologe | 68    |       |
| 10. Juli | Donald Francis Tovey                 | englischer Komponist, Pianist und Musikwissenschaftler | 64    |       |
| 11. Juli | Ernst Finder                         | deutscher Pädagoge, Autor und Heimatforscher | 75    |       |
| 11. Juli | Karl Schröder                        | deutscher Politiker (SPD), MdL | 74    |       |
| 11. Juli | Samuel Winslow                       | US-amerikanischer Politiker | 78    |       |
| 12. Juli | Auguste Kirchhoff                    | deutsche Frauenrechtlerin | 73    |       |
| 12. Juli | Willy Kramer                         | deutscher Verwaltungsjurist | 59    |       |
| 12. Juli | Friedrich Stahl                      | deutscher Maler und Illustrator des Naturalismus und deutschen Impressionismus                                                                                       | 76    |       |
| 13. Juli | Ludwig Becker                        | deutscher Architekt und Dombaumeister | 84    |       |
| 13. Juli | Antoine Dim Delobsom                 | burkinischer Autor |       |       |
| 13. Juli | Hubert Flohr                         | deutscher Pianist | 71    |       |
| 13. Juli | Fernando Lahille                     | argentinischer Meeresbiologe, Ichthyologe und Parasitologe | 78    |       |
| 13. Juli | Mason S. Stone                       | US-amerikanischer Erzieher und Politiker | 80    |       |
| 13. Juli | Moritz Wormser                       | deutscher Arzt und Dramatiker | 72    |       |
| 14. Juli | Francis Edmund Hugh Elliot           | britischer Diplomat | 89    |       |
| 14. Juli | Václav Hradecký                      | tschechischer akademischer Maler | 72    |       |
| 14. Juli | William Maxwell                      | schottischer Fußballspieler und -trainer | 63    |       |
| 15. Juli | Donald Calthrop                      | britischer Schauspieler und Theatermanager | 52    |       |
| 15. Juli | Karl Joppich                         | deutscher Fußballspieler | 32    |       |
| 15. Juli | Robert Wadlow                        | US-amerikanischer Mann, größter nachgewiesener Mensch der Geschichte                                                                                                 | 22    |       |
| 16. Juli | Johann Jacob Haßlacher               | deutscher Politiker (DNVP), MdR | 70    |       |
| 16. Juli | Alexander Koenig                     | deutscher Zoologe | 82    |       |
| 16. Juli | Rudolf Opitz                         | deutscher Paläontologe | 50    |       |
| 16. Juli | Harry Reynolds                       | irischer Bahnradsportler und Weltmeister | 65    |       |
| 16. Juli | Josef Schwab                         | deutscher Journalist | 75    |       |
| 17. Juli | Joseph Budko                         | jüdisch-polnischer Künstler | 51    |       |
| 17. Juli | Aleksa Kokić                         | jugoslawischer Schriftsteller | 26    |       |
| 17. Juli | Paul O’Montis                        | deutscher Sänger, Parodist und Kabarettist | 46    |       |
| 17. Juli | Werner Scholem                       | deutscher Politiker (KPD), MdR | 44    |       |
| 18. Juli | Ulysses Grant Weatherly              | US-amerikanischer Soziologe und Wirtschaftswissenschaftler | 75    |       |
| 19. Juli | Max I. Bodenheimer                   | deutscher Jurist, Zionist und Funktionär | 75    |       |
| 19. Juli | Blanche Huber                        | maltesische Ärztin, erste Ärztn auf Malta | 40    |       |
| 19. Juli | Karl Kollwitz                        | deutscher Arzt | 77    |       |
| 20. Juli | Ernst Possel                         | deutscher Unternehmer | 52    |       |
| 21. Juli | Philipp Brand                        | deutscher Dombaumeister | 61    |       |
| 21. Juli | Elisabeth von Eicken                 | deutsche Landschaftsmalerin | 78    |       |
| 21. Juli | Furushō Motoo                        | General der kaiserlich japanischen Armee | 57    |       |
| 21. Juli | Jonas Kreppel                        | österreichischer Schriftsteller und Publizist | 65    |       |
| 21. Juli | Leo Putz                             | italienischer Maler (Südtirol) | 71    |       |
| 21. Juli | Theodor Rõuk                         | estnischer Jurist und Politiker | 48    |       |
| 21. Juli | Hans Wagner                          | deutscher Philatelist, Vater der Philatelistentage | 87    |       |
| 22. Juli | Marie Bregendahl                     | dänische Schriftstellerin | 72    |       |
| 22. Juli | Franz Fellinger                      | österreichischer Geistlicher, Theologe und Bischof im Patriarch von Jerusalem                                                                                        | 75    |       |
| 22. Juli | Kurt Hanke                           | deutscher Fußballspieler | 33    |       |
| 22. Juli | Albert Young                         | US-amerikanischer Boxer im Weltergewicht | 62    |       |
| 23. Juli | Josef Mayer                          | österreichischer Landwirt und Politiker (GdP, LB), Landtagsabgeordneter, Abgeordneter zum Nationalrat, Mitglied des Bundesrates                                      | 71    |       |
| 23. Juli | Karl Peucker                         | österreichischer Geograph und Kartograph | 81    |       |
| 25. Juli | Johannes Behrens                     | deutscher Agrikulturbotaniker und Phytopathologe | 76    |       |
| 25. Juli | Eugen Beyer                          | österreichischer Feldmarschallleutnant und deutscher General der Infanterie                                                                                          | 58    |       |
| 25. Juli | Albert Demangeon                     | französischer Geograph | 68    |       |
| 25. Juli | Ludwig Grande                        | deutsch-böhmischer Musiker, Dirigent, Komponist, Musiklehrer und Maler                                                                                               | 75    |       |
| 25. Juli | Eugene M. Travis                     | US-amerikanischer Geschäftsmann und Politiker | 77    |       |
| 26. Juli | Edmund Bursche                       | polnischer evangelischer Theologe, Kirchenhistoriker und Pfarrer | 59    |       |
| 26. Juli | Franz Hlawati                        | österreichischer Geistlicher und Politiker (SDAP), Landtagsabgeordneter, Großprior der österreichischen Statthalterei des Ritterorden vom Heiligen Grab zu Jerusalem | 71    |       |
| 26. Juli | Kurt Kluge                           | deutscher Schriftsteller | 54    |       |
| 26. Juli | Hans Rosenberg                       | deutscher Physiker und Astronom | 61    |       |
| 27. Juli | Franz Burger                         | österreichischer Maler; Hochschullehrer | 83    |       |
| 27. Juli | Albert Genzen                        | deutscher Politiker (SPD) | 71    |       |
| 28. Juli | Daniela von Bülow                    | Tochter von Cosima Wagner | 79    |       |
| 28. Juli | Leo Jordan                           | deutscher Romanist, Mediävist, Philosoph und Sprachwissenschaftler                                                                                                   | 65    |       |
| 28. Juli | Gyula Kellner                        | ungarischer Langstreckenläufer | 69    |       |
| 28. Juli | Gerda Wegener                        | dänische Illustratorin und Malerin des Jugendstils und des Art Déco                                                                                                  | 54    |       |
| 30. Juli | Patrick Gillman Bowen                | irischer Autor und Theosoph | 58    |       |
| 30. Juli | Rudolf Renner                        | deutscher Politiker | 46    |       |
| 30. Juli | Fritz Schiff                         | deutscher Mediziner | 51    |       |
| 31. Juli | C. Pope Caldwell                     | US-amerikanischer Politiker | 65    |       |
| 31. Juli | Theobald Dächsel                     | deutscher evangelischer Theologe, Pfarrer und Superintendent | 85    |       |
| 31. Juli | Joseph Kruschinsky                   | russlanddeutscher römisch-katholischer Geistlicher und Märtyrer |       |       |
| 31. Juli | Elfriede Lohse-Wächtler              | deutsche Malerin der Avantgarde | 40    |       |
| 31. Juli | Udham Singh                          | Symbolfigur der indischen Geschichte | 40    |       |
| 31. Juli | Harry Wahl                           | finnischer Segler | 71    |       |
| 31. Juli | Lucie Weidt                          | österreichische Opernsängerin | 64    |       |
|          | Grethe Auer                          | schweizerisch-österreichische Schriftstellerin | 69    |       |
|          | Erich Brodmann                       | deutscher Jurist | 85    |       |
|          | Raoul du Roveray                     | englischer Badmintonspieler |       |       |
|          | Erwin Hanslik                        | österreichisch-polnischer Geograph | 60    |       |

## August
| Tag        | Name                                             | Beruf, bekannt als | Alter | Beleg |
| ---------- | ------------------------------------------------ | --- | ----- | ----- |
| 1. August  | Paul Hirsch                                      | deutscher Politiker (SPD), Ministerpräsident von Preußen (1918–1920)                                                                            | 71    |       |
| 1. August  | Hugo Lederer                                     | deutscher Bildhauer | 68    |       |
| 1. August  | Gus Meins                                        | US-amerikanischer Filmregisseur deutscher Abstammung                                                                                            | 47    |       |
| 1. August  | Leopold Vogl                                     | österreichischer Politiker (SdP), Abgeordneter zum Nationalrat                                                                                  | 72    |       |
| 2. August  | Gaston Bodart                                    | Militärhistoriker, Statistiker und österreichischer Regierungsbeamter                                                                           | 73    |       |
| 3. August  | Frederic C. Howe                                 | US-amerikanischer Fachanwalt für Steuerrecht, Politiker, Publizist und Reformer                                                                 | 72    |       |
| 3. August  | Józef Mamica                                     | polnischer Priester und Opfer des Nationalsozialismus                                                                                           | 61    |       |
| 3. August  | Egill Rostrup                                    | dänischer Schauspieler, Regisseur und Theaterintendant                                                                                          | 64    |       |
| 3. August  | Christian-Ernst zu Stolberg-Wernigerode          | deutscher Standesherr, 2. Fürst zu Stolberg-Wernigerode und Chef des Hauses Stolberg                                                            | 75    |       |
| 4. August  | Heinrich Cron                                    | deutscher Verwaltungsbeamter | 82    |       |
| 4. August  | Dmitri Wladimirowitsch Filossofow                | russischer Publizist, Literaturkritiker und Zeitungsherausgeber                                                                                 | 68    |       |
| 4. August  | Wladimir Zeev Jabotinsky                         | russischer Zionist und Schriftsteller | 59    |       |
| 4. August  | Ludwig Meyländer genannt Rogalla von Bieberstein | Gutsbesitzer und preußischer Politiker | 67    |       |
| 4. August  | Paul Stenger                                     | deutscher Sanitätsoffizier, HNO-Arzt und Hochschullehrer in Königsberg (Preußen)                                                                | 74    |       |
| 4. August  | Adolf Zauner                                     | österreichischer Romanist | 70    |       |
| 5. August  | Johannes Buchholtz                               | dänischer Schriftsteller | 58    |       |
| 5. August  | Frederick Cook                                   | US-amerikanischer Entdecker, Polarforscher und Arzt                                                                                             | 75    |       |
| 5. August  | Talbot Mundy                                     | englisch-US-amerikanischer Abenteurer, Autor und Theosoph                                                                                       | 61    |       |
| 5. August  | Dmytro Jawornyzkyj                               | ukrainischen Ethnograph, Historiker und Lexikograf                                                                                              | 84    |       |
| 5. August  | John Llewellyn Rhys                              | britischer Schriftsteller und Bomberpilot im Zweiten Weltkrieg                                                                                  |       |       |
| 5. August  | Eduard Zeck                                      | deutscher Politiker und Bürgermeister | 77    |       |
| 6. August  | J. Murray Hooker                                 | US-amerikanischer Politiker | 66    |       |
| 6. August  | Sasha Stone                                      | russischer Fotograf |       |       |
| 7. August  | W. Benjamin Gibbs                                | US-amerikanischer Politiker | 51    |       |
| 7. August  | Albert Rudolf Ibach                              | deutscher Klavierbauer, Unternehmer und Kunstsammler                                                                                            | 66    |       |
| 7. August  | Martin Kreisig                                   | deutscher Pädagoge und Leiter der Robert-Schumann-Gesellschaft                                                                                  | 83    |       |
| 7. August  | Ernst Pfuhl                                      | deutscher Klassischer Archäologe | 63    |       |
| 7. August  | Wilhelm von Redern                               | deutscher Verwaltungsjurist | 73    |       |
| 7. August  | Eugenie Schwarzwald                              | österreichische Pädagogin und Frauenrechtlerin                                                                                                  | 68    |       |
| 8. August  | Adam Brandner                                    | österreichischer Feldmarschalleutnant | 83    |       |
| 8. August  | Fritz Büchner                                    | deutscher Journalist | 44    |       |
| 8. August  | Johnny Dodds                                     | amerikanischer Jazz-Klarinettist | 48    |       |
| 8. August  | Richard Foerster                                 | deutscher Ingenieur und Industriemanager | 70    |       |
| 8. August  | Wilhelm Hoff                                     | deutscher Organisator des preußischen Eisenbahnwesens und Minister für öffentliche Arbeiten                                                     | 88    |       |
| 8. August  | Johannes Leun                                    | Landtagsabgeordneter Großherzogtum Hessen | 85    |       |
| 8. August  | Eileen Power                                     | britische Wirtschaftshistorikerin | 51    |       |
| 8. August  | Heinrich Scharrelmann                            | Bremer Schulleiter und Pädagoge | 68    |       |
| 9. August  | Chaim Ozer Grodzinski                            | Rabbiner, Beth Din, Posek und Talmud-Gelehrter                                                                                                  | 76    |       |
| 9. August  | James F. Hughes                                  | US-amerikanischer Politiker | 57    |       |
| 9. August  | George MacDonald                                 | schottischer Numismatiker und Archäologe | 78    |       |
| 9. August  | Rudolf Thurneysen                                | Schweizer Sprachwissenschaftler, Keltologe | 83    |       |
| 10. August | Alessandro Bonci                                 | italienischer Tenor | 70    |       |
| 10. August | Alexander Kelberine                              | russisch-US-amerikanischer Pianist | 37    |       |
| 10. August | Wilhelm Kox                                      | deutscher kommunistischer Funktionär und Opfer der NS-Justiz                                                                                    | 39    |       |
| 10. August | Hans-Caspar von Zobeltitz                        | deutscher Schriftsteller und Herausgeber | 57    |       |
| 11. August | Jakob Cremer                                     | deutscher Unternehmer | 68    |       |
| 11. August | Richard Hanitsch                                 | Zoologe und Museumskurator | 79    |       |
| 11. August | Paul Hofer                                       | Schweizer Historiker | 82    |       |
| 11. August | Nellie Martel                                    | englisch-australische Frauenrechtlerin und Politikerin                                                                                          | 84    |       |
| 11. August | William Russell                                  | schottischer Arzt und Pathologe | 88    |       |
| 12. August | Hugo Bach                                        | deutscher Badearzt und Dramatiker | 80    |       |
| 12. August | Ulrich Bigalke                                   | deutscher Ingenieur, Automobilrennfahrer, Filmemacher und Jagdflieger                                                                           | 30    |       |
| 12. August | Roberto Biscaretti di Ruffia                     | italienischer Unternehmer und Politiker | 95    |       |
| 12. August | Ida Bock                                         | deutsche Journalistin und Schriftstellerin | 67    |       |
| 12. August | Johann-Volkmar Fisser                            | deutscher General | 47    |       |
| 12. August | Alexander Graf von Hachenburg                    | Autor und Wiedererrichter des Friedewalder Schlosses                                                                                            | 93    |       |
| 12. August | Nikolai Triik                                    | estnischer Maler, Graphiker und Kunstpädagoge                                                                                                   | 56    |       |
| 13. August | Patrick Joseph Barry                             | irischer Geistlicher, Bischof von Saint Augustine                                                                                               | 71    |       |
| 13. August | Wilhelm Cauer                                    | deutscher Ingenieur | 82    |       |
| 13. August | Arndt von Criegern                               | sächsischer Generalmajor | 82    |       |
| 13. August | Henry Somer Gullett                              | australischer Politiker und Außenminister | 62    |       |
| 13. August | Brudenell White                                  | australischer General | 63    |       |
| 14. August | Johann Leicht                                    | deutscher Politiker (Zentrum, BVP), MdR | 71    |       |
| 14. August | Albert Mundt                                     | deutscher Kunsthistoriker, Naturschützer und Landeskonservator                                                                                  | 56    |       |
| 15. August | Max Bielschowsky                                 | deutscher Neuropathologe | 71    |       |
| 15. August | Charles H. Graves                                | US-amerikanischer Jurist, Bankier und Politiker                                                                                                 | 68    |       |
| 15. August | Eberhard Zschimmer                               | deutscher Ingenieur, Manager, Professor und Autor                                                                                               | 66    |       |
| 16. August | Henri Desgrange                                  | Herausgeber der französischen Sportzeitung L'Auto und Begründer der Tour de France                                                              | 75    |       |
| 16. August | Franz Gruber-Gleichenberg                        | österreichischer Landschafts-, Stillleben- und Porträtmaler                                                                                     | 54    |       |
| 16. August | William Norvin                                   | dänischer Klassischer Philologe und Historiker                                                                                                  | 62    |       |
| 16. August | Eduard Sõrmus                                    | estnischer Violinist und Kommunist | 62    |       |
| 17. August | Gerard Altmann                                   | niederländischer Maler, Zeichner, Aquarellist und Grafiker                                                                                      | 63    |       |
| 17. August | Billy Fiske                                      | US-amerikanischer Bobfahrer | 29    |       |
| 17. August | Camillo Mussi                                    | italienischer Eishockeyspieler | 28    |       |
| 18. August | Walter Percy Chrysler                            | US-amerikanischer Automobil-Pionier, Begründer des Automobilunternehmens Chrysler Corporation                                                   | 65    |       |
| 18. August | Max Robert Gerstenhauer                          | Jurist, Ministerialrat, Eugeniker | 66    |       |
| 18. August | Julius Miedel                                    | Lehrer, Stadtarchivar, Historiker und Memminger Ehrenbürger                                                                                     | 77    |       |
| 18. August | Otto Sommer                                      | deutscher Politiker (NSDAP), MdR, Jurist und SA-Führer                                                                                          | 48    |       |
| 19. August | Allan Louis Benson                               | US-amerikanischer Journalist und Politiker | 68    |       |
| 20. August | Percy Moreau Ashburn                             | Arzt in der US Army | 68    |       |
| 20. August | Hans Hirsch                                      | österreichischer Historiker und Diplomatiker | 61    |       |
| 21. August | Jerzy Bandrowski                                 | polnischer Schriftsteller, Journalist und Übersetzer englischsprachiger Literatur                                                               | 57    |       |
| 21. August | Hermann Friling                                  | deutscher Maler, Illustrator, Kunstgewerbler und Innenarchitekt                                                                                 | 72    |       |
| 21. August | Paul Juon                                        | schweizerisch-russischer Komponist | 68    |       |
| 21. August | Hermann Obrecht                                  | Schweizer Politiker (FDP) | 58    |       |
| 21. August | Carlos Reis                                      | portugiesischer Maler | 77    |       |
| 21. August | Ernest Thayer                                    | US-amerikanischer Dichter und Kolumnist | 77    |       |
| 21. August | Leo Trotzki                                      | sowjetischer Revolutionär, Politiker und Gründer der Roten Armee                                                                                | 60    |       |
| 21. August | Hellmuth Volkmann                                | deutscher Offizier, zuletzt General der Flieger im Zweiten Weltkrieg                                                                            | 51    |       |
| 22. August | Alois Ritter von Frank                           | bayerischer Beamter, Politiker, Präsident der Reichsbahndirektion München, Staatssekretär der Zweigstelle Bayern des Reichsverkehrsministeriums | 80    |       |
| 22. August | Paul Goesch                                      | deutscher Maler und Architekt | 54    |       |
| 22. August | Isidro Gomá y Tomás                              | spanischer Kardinal der römisch-katholischen Kirche und Erzbischof von Toledo                                                                   | 71    |       |
| 22. August | Wilhelm Haberling                                | deutscher Medizinhistoriker | 69    |       |
| 22. August | Harry A. Hanbury                                 | US-amerikanischer Politiker | 77    |       |
| 22. August | Oliver Lodge                                     | englischer Physiker | 89    |       |
| 22. August | Rudolf Medek                                     | tschechischer Schriftsteller und Offizier | 50    |       |
| 22. August | Gerald Strickland, 1. Baron Strickland           | britischer Kolonialbeamter und Politiker, Mitglied des House of Commons, maltesischer Premierminister                                           | 79    |       |
| 22. August | Ernst Stutz                                      | deutscher Bergingenieur und Reichskommissar für die Kohlenverteilung                                                                            | 72    |       |
| 23. August | Gustav Frölich                                   | deutscher Agrarwissenschaftler und Hochschullehrer                                                                                              | 61    |       |
| 23. August | Florence Phillips                                | südafrikanische High Society-Lady, Wohltäterin und Mäzenin der Künste                                                                           | 77    |       |
| 23. August | Joseph Plassmann                                 | deutscher Astronom | 81    |       |
| 23. August | Bertha Rabausch                                  | deutsches Opfer der nationalsozialistischen Rassenhygiene im Rahmen der „Aktion T4“                                                             | 65    |       |
| 23. August | Richard Seyfert                                  | deutscher Politiker (Nationalliberale Partei, DDP)                                                                                              | 78    |       |
| 24. August | Abraham Adelsberger                              | deutscher Fabrikant, Kommerzienrat und Kunstsammler                                                                                             | 77    |       |
| 24. August | Erik Eriksson                                    | schwedischer Schwimmer | 61    |       |
| 24. August | Hermann Fischer                                  | deutscher Bankier und Politiker (DDP), MdR | 66    |       |
| 24. August | Max Marschalk                                    | deutscher Komponist und Musikkritiker | 77    |       |
| 24. August | Paul Nipkow                                      | deutscher Techniker und Erfinder | 80    |       |
| 25. August | Jean d’Orléans, duc de Guise                     | Chef des Hauses Orléans und dessen Thronprätendent                                                                                              | 65    |       |
| 25. August | Édouard Michelin                                 | französischer Erfinder und Unternehmer (Michelin-Reifen)                                                                                        | 81    |       |
| 26. August | Ugo Ceccarelli                                   | italienischer Moderner Fünfkämpfer | 29    |       |
| 26. August | Giovanni Battista della Pietra                   | römisch-katholischer Erzbischof und Diplomat des Heiligen Stuhls                                                                                | 68    |       |
| 26. August | George N. Seger                                  | US-amerikanischer Politiker | 74    |       |
| 27. August | Sten-Olof Bolldén                                | schwedischer Schwimmer | 26    |       |
| 27. August | Arthur Kunstmann                                 | deutscher Reeder | 68    |       |
| 28. August | William Bowie                                    | US-amerikanischer Geodät | 68    |       |
| 28. August | Max Roscher                                      | deutscher Politiker (KPD), MdR | 52    |       |
| 29. August | Arthur De Greef                                  | belgischer Pianist und Komponist | 77    |       |
| 29. August | Edward Martin Kindle                             | US-amerikanischer Geologe (Sedimentologie) und Paläontologe                                                                                     | 71    |       |
| 29. August | Jewhen Petruschewytsch                           | ukrainischer Politiker | 77    |       |
| 29. August | Jan Sztwiertnia                                  | polnischer Lehrer, Musiker und Komponist | 29    |       |
| 29. August | Herbert Thiele                                   | deutscher Kommunist, Widerstandskämpfer | 33    |       |
| 30. August | José Espalter                                    | uruguayischer Politiker | 71    |       |
| 30. August | Fritz Feinhals                                   | deutscher Opernsänger (Bariton) | 70    |       |
| 30. August | Paul Fromm                                       | deutscher Offizier und Polizeichef | 75    |       |
| 30. August | Francisco Durrio de Madrón                       | spanischer Bildhauer, Keramiker und Goldschmied                                                                                                 | 72    |       |
| 30. August | Richard Steidle                                  | österreichischer Heimwehrführer und Politiker (CS), Landtagsabgeordneter, Mitglied des Bundesrates                                              | 58    |       |
| 30. August | Joseph John Thomson                              | britischer Physiker, Entdecker des Elektrons | 83    |       |
| 31. August | Raymond Smith Dugan                              | US-amerikanischer Astronom | 62    |       |
| 31. August | Georges Gauthier                                 | kanadischer Geistlicher und römisch-katholischer Erzbischof von Montréal                                                                        | 68    |       |
| 31. August | Ernest Lundeen                                   | US-amerikanischer Politiker | 62    |       |
| 31. August | August Freiherr von Schorlemer-Lieser            | deutscher Weingutbesitzer | 55    |       |
|            | Edithe Léontine von Buchka                       | deutsche Schriftstellerin | 62    |       |
|            | Arthur Lally                                     | britischer Jazz-Klarinettist und Saxophonist |       |       |
|            | Nemarluk                                         | Aborigine und Kämpfer gegen die britischen Kolonisation                                                                                         |       |       |

## September
| Tag           | Name                                         | Beruf, bekannt als                                                                                       | Alter | Beleg |
| ------------- | -------------------------------------------- | --- | ----- | ----- |
| 1. September  | Gregorio Aglipay                             | philippinischer Bischof                                                                                  | 80    |       |
| 1. September  | Jonathan Bourne                              | US-amerikanischer Politiker                                                                              | 85    |       |
| 1. September  | Ludwig Edenhofer jun.                        | Orgelbauer und Cellist                                                                                   | 79    |       |
| 1. September  | Lillian Wald                                 | US-amerikanische Krankenschwester und Sozialaktivistin                                                   | 73    |       |
| 2. September  | Maude Abbott                                 | kanadische Ärztin                                                                                        | 71    |       |
| 2. September  | Giulio Gatti-Casazza                         | italienischer Opernmanager                                                                               | 71    |       |
| 2. September  | Maximilian von Hoen                          | österreichischer Feldmarschalleutnant und Militärhistoriker                                              | 73    |       |
| 2. September  | David F. Houston                             | US-amerikanischer Politiker                                                                              | 74    |       |
| 2. September  | Alfred Kuhn                                  | deutscher Kunsthistoriker und Autor                                                                      | 55    |       |
| 2. September  | Felix Scheder-Bieschin                       | deutscher Manager, Marineoffizier und Segler                                                             | 40    |       |
| 3. September  | František Černý                              | tschechischer Kontrabassist, Komponist und Musikpädagoge                                                 | 79    |       |
| 3. September  | Charles Joseph Esterly                       | US-amerikanischer Politiker                                                                              | 52    |       |
| 3. September  | Robert Stevenson Horne, 1. Viscount Horne    | britischer Politiker der Conservative Party, Mitglied des House of Commons und Peer                      | 69    |       |
| 3. September  | Georges-Victor Legros                        | französischer Arzt und Politiker, Mitglied der Nationalversammlung                                       | 78    |       |
| 3. September  | Irma Sztáray                                 | Hofdame der Kaiserin Elisabeth                                                                           | 76    |       |
| 4. September  | Ulrich Almer                                 | Schweizer Bergsteiger und Bergführer                                                                     | 91    |       |
| 4. September  | Karl Konrad Düssel                           | deutscher Journalist                                                                                     | 68    |       |
| 4. September  | Hermann Finger                               | deutscher Chemiker                                                                                       | 76    |       |
| 4. September  | Angelo Gremo                                 | italienischer Radrennfahrer                                                                              | 52    |       |
| 4. September  | Alfred Kienzle                               | deutscher Wasserballspieler                                                                              | 27    |       |
| 4. September  | Henri Lavedan                                | französischer Schriftsteller und Journalist                                                              | 81    |       |
| 4. September  | Albert Zapf                                  | deutscher Politiker (DVP), MdR und Jurist                                                                | 70    |       |
| 4. September  | Hans Zinsser                                 | US-amerikanischer Bakteriologe                                                                           | 61    |       |
| 5. September  | Charles de Broqueville                       | belgischer Politiker, Premierminister Belgiens (1911–1918, 1932–1934)                                    | 79    |       |
| 5. September  | Frances Darlington                           | britische Bildhauerin                                                                                    | 60    |       |
| 5. September  | Michael Lerpscher                            | deutscher religiös motivierter Kriegsdienstverweigerer                                                   | 34    |       |
| 5. September  | Martin Nippe                                 | deutscher Rechtsmediziner und Hochschullehrer                                                            | 57    |       |
| 6. September  | Asō Hisashi                                  | japanischer Politiker                                                                                    | 49    |       |
| 6. September  | Wilhelm Buisson                              | deutscher Apotheker                                                                                      | 48    |       |
| 6. September  | Phoebus Levene                               | litauischer Biochemiker                                                                                  | 71    |       |
| 6. September  | Amalie Nacken                                | deutsche Philanthropin                                                                                   | 85    |       |
| 6. September  | Maximilian Rogge                             | deutscher Vizeadmiral und Staatssekretär                                                                 | 74    |       |
| 6. September  | Anna Teichmüller                             | deutsche Komponistin und Pianistin                                                                       | 79    |       |
| 6. September  | Karl Thiele                                  | deutscher Tischler und Wassersportler                                                                    | 72    |       |
| 6. September  | Karl Zink                                    | deutscher Widerstandskämpfer, KPD-Mitglied                                                               | 30    |       |
| 7. September  | José Félix Estigarribia                      | paraguayischer Militär und Politiker                                                                     | 52    |       |
| 7. September  | Charles C. Green                             | US-amerikanischer Politiker                                                                              | 67    |       |
| 7. September  | Kasimir Pochwalski                           | polnischer Bildnis-, Landschafts- und Genremaler sowie Hochschullehrer                                   | 84    |       |
| 7. September  | Edmund Rumpler                               | österreichischer Ingenieur                                                                               | 68    |       |
| 7. September  | Hermann von Staabs                           | preußischer Offizier, zuletzt General der Infanterie im Ersten Weltkrieg                                 | 81    |       |
| 9. September  | Carola Baer-von Mathes                       | österreichische Malerin                                                                                  | 82    |       |
| 9. September  | Gustav Brockhoff                             | deutscher Bergwerksdirektor                                                                              | 78    |       |
| 9. September  | John R. Connelly                             | US-amerikanischer Politiker                                                                              | 70    |       |
| 9. September  | Max Huguenin                                 | deutscher Maurer und Stadtbaumeister der Stadt Lehrte                                                    | 69    |       |
| 9. September  | Richard Möhlau                               | deutscher Chemiker und Hochschullehrer                                                                   | 83    |       |
| 9. September  | Anton Peschka                                | österreichischer Maler                                                                                   | 55    |       |
| 9. September  | Adolf Reinecke                               | deutscher Publizist, Erzähler, Dramatiker und der Oberkorrektor der Reichsdruckerei                      | 79    |       |
| 10. September | Hermine Braga-Jaff                           | ungarische Opernsängerin (Sopran) und Gesangspädagogin                                                   | 83    |       |
| 10. September | Robert Friedmann                             | deutscher Architekt                                                                                      | 52    |       |
| 10. September | Georg von der Gabelentz                      | deutscher Unterhaltungsschriftsteller                                                                    | 72    |       |
| 10. September | Frederick Judd Waugh                         | US-amerikanischer Maler, Illustrator und Autor                                                           | 78    |       |
| 10. September | Yamaya Tanin                                 | japanischer Admiral                                                                                      | 70    |       |
| 11. September | Arthur Carnell                               | britischer Sportschütze                                                                                  | 78    |       |
| 11. September | Adolf Franke                                 | deutscher Elektrotechniker                                                                               | 74    |       |
| 11. September | Karl Klings                                  | deutscher Lehrer, Rektor in Berlin-Schöneberg und schlesischer Mundartdichter                            | 73    |       |
| 11. September | Milan Jovanović-Batut                        | jugoslawischer Arzt und Publizist                                                                        | 92    |       |
| 11. September | Hermann Stehr                                | Schriftsteller des deutschen Naturalismus                                                                | 76    |       |
| 12. September | Reinhold von Fischer-Loßainen                | deutscher Konteradmiral und Marineattaché                                                                | 70    |       |
| 13. September | Karl Haselbacher                             | deutscher Jurist, SS-Obersturmbannführer und Leiter der Gestapo in Düsseldorf und Belgien                | 35    |       |
| 13. September | Myron Mathisson                              | polnischer Mathematiker und Physiker                                                                     | 42    |       |
| 13. September | Amin al-Rihani                               | libanesischer Schriftsteller                                                                             |       |       |
| 13. September | Friedrich Spiro                              | deutscher Klassischer Philologe und Musikwissenschaftler                                                 | 76    |       |
| 13. September | Otto Strobel                                 | deutscher Politiker (DVP), Oberbürgermeister in Pirmasens                                                | 68    |       |
| 14. September | Émile Argand                                 | Schweizer Geologe und Mineraloge                                                                         | 61    |       |
| 14. September | Georgia Coleman                              | US-amerikanische Wasserspringerin                                                                        | 28    |       |
| 14. September | Alfred Köcher                                | deutscher Radrennfahrer                                                                                  | 66    |       |
| 14. September | Pranas Mašiotas                              | litauischer Schriftsteller, Publizist und Politiker, Vizeminister                                        | 76    |       |
| 14. September | Ernst August Pribram                         | österreichischer Pathologe und Biochemiker                                                               | 61    |       |
| 15. September | William B. Bankhead                          | US-amerikanischer Jurist und Politiker (Demokratische Partei)                                            | 66    |       |
| 15. September | Heartsill Ragon                              | US-amerikanischer Politiker                                                                              | 55    |       |
| 15. September | Hans Wolf                                    | deutscher Jurist                                                                                         | 90    |       |
| 16. September | Charles Cochrane-Baillie, 2. Baron Lamington | britischer Politiker, Mitglied des House of Commons, Gouverneur von Queensland und Gouverneur von Bombay | 80    |       |
| 16. September | Max Edelmann                                 | deutscher Fabrikant wissenschaftlicher Instrumente                                                       | 65    |       |
| 16. September | Leonhard Fanto                               | österreichischer Maler, Grafiker, Zeichner und Bühnenbildner                                             | 66    |       |
| 16. September | Fred Hagedorn                                | deutscher Jurist, Verwaltungsbeamter, Gutsbesitzer und Politiker                                         | 64    |       |
| 16. September | Erich Klien                                  | deutscher Jurist und Ministerialbeamter                                                                  | 59    |       |
| 16. September | William Anthony McGuire                      | US-amerikanischer Drehbuchautor                                                                          | 59    |       |
| 17. September | Walter Bondy                                 | deutsch-französischer Maler                                                                              | 59    |       |
| 17. September | Paul Lecaron                                 | französischer Tennisspieler                                                                              | 73    |       |
| 17. September | Panas Saksahanskyj                           | ukrainischer Theaterschauspieler und Regisseur                                                           | 81    |       |
| 17. September | Albert Weber                                 | deutscher Fußballspieler                                                                                 | 51    |       |
| 18. September | Julie Bassermann                             | deutsche Frauenrechtlerin                                                                                | 80    |       |
| 18. September | Johann Beppler                               | Beigeordneter und Mitglied des Provinziallandtags der Provinz Hessen-Nassau                              | 63    |       |
| 18. September | Hale K. Darling                              | US-amerikanischer Jurist und Politiker                                                                   | 71    |       |
| 18. September | Georg Domaschnian                            | österreich-ungarischer Generalmajor, sodann rumänischer Divisionsgeneral und Politiker                   | 71    |       |
| 18. September | Zygmunt Graliński                            | polnischer Politiker, Mitglied des Sejm                                                                  | 42    |       |
| 18. September | Ruby Grierson                                | britische Dokumentarfilmregisseurin und -produzentin                                                     | 36    |       |
| 18. September | Christian Jensen                             | deutscher Klassischer Philologe                                                                          | 57    |       |
| 18. September | Rudolf Olden                                 | deutscher Rechtsanwalt und Journalist                                                                    | 55    |       |
| 18. September | Karl von Roeder                              | deutscher Verwaltungsbeamter                                                                             | 75    |       |
| 19. September | Richard Dreier                               | deutscher Politiker (NSDAP), MdL                                                                         | 50    |       |
| 19. September | Erich König                                  | deutscher Historiker                                                                                     | 59    |       |
| 19. September | Charles Gabriel Seligman                     | britischer Ethnologe                                                                                     | 66    |       |
| 20. September | Erich Busse                                  | deutscher Widerstandskämpfer gegen den Nationalsozialismus und Mitglied der Gruppe „Neu Beginnen“        | 34    |       |
| 20. September | Hilde Ephraim                                | deutsche Widerstandskämpferin im Dritten Reich                                                           | 35    |       |
| 21. September | Hans Emmenegger                              | Schweizer Künstler und Philatelist                                                                       | 74    |       |
| 21. September | Francis Honeycutt                            | US-amerikanischer Florettfechter                                                                         | 57    |       |
| 21. September | Jean-Vincent Scheil                          | französischer Assyriologe; Entzifferer des Codex Ḫammurapi                                               | 82    |       |
| 21. September | Charlie Straight                             | US-amerikanischer Musiker, Bigband-Leader                                                                | 49    |       |
| 22. September | Heinz Amelung                                | deutscher Literaturwissenschaftler und Hauptschriftleiter                                                | 60    |       |
| 22. September | Marie Herzfeld                               | österreichische Schriftstellerin, Übersetzerin und Literaturkritikerin                                   | 85    |       |
| 22. September | István Thomán                                | ungarischer Pianist und Musikpädagoge                                                                    | 77    |       |
| 23. September | Albert Ehrhard                               | deutscher katholischer Theologe                                                                          | 78    |       |
| 23. September | Otto Engler                                  | deutscher Architekt                                                                                      | 78    |       |
| 23. September | Robert Hichens                               | Quartiermeister auf der Titanic                                                                          | 58    |       |
| 23. September | Rhené-Baton                                  | französischer Dirigent und Komponist                                                                     | 61    |       |
| 23. September | Edward Denison Ross                          | britischer Orientalist                                                                                   | 69    |       |
| 23. September | Marcel Van Crombrugge                        | belgischer Ruderer                                                                                       | 60    |       |
| 24. September | Béla Iványi-Grünwald                         | ungarischer Maler                                                                                        | 73    |       |
| 24. September | Alfred Andreas Heiß                          | deutscher Gegner des NS-Regimes, NS-Opfer                                                                | 36    |       |
| 24. September | Grover Jones                                 | US-amerikanischer Drehbuchautor und Filmregisseur                                                        | 46    |       |
| 24. September | Edmund Oskar von Lippmann                    | deutscher Chemiker, Zuckertechnologe und Wissenschaftshistoriker                                         | 83    |       |
| 24. September | Lilias Mitchell                              | schottisch-britische Suffragette                                                                         | 56    |       |
| 25. September | Marguerite Clark                             | US-amerikanische Schauspielerin                                                                          | 57    |       |
| 25. September | Erich Czerwonski                             | deutscher Filmarchitekt                                                                                  | 50    |       |
| 25. September | Oskar Ewald                                  | österreichischer Philosoph                                                                               | 59    |       |
| 25. September | Albert Hackelsberger                         | deutscher Unternehmer und Politiker (Zentrum), MdR                                                       | 46    |       |
| 25. September | Erich Lang                                   | Heimatdichter des sächsischen Erzgebirges                                                                | 44    |       |
| 25. September | Bruno Lüling                                 | Kapellmeister, Komponist und Pianist                                                                     | 66    |       |
| 25. September | Hans Richert                                 | deutscher Schulreformer                                                                                  | 70    |       |
| 26. September | Walter Benjamin                              | deutscher Schriftsteller, Kritiker und Philosoph                                                         | 48    |       |
| 26. September | Franz Burger                                 | deutscher Fußballspieler                                                                                 | 48    |       |
| 26. September | William Henry Davies                         | walisischer Lyriker                                                                                      | 69    |       |
| 27. September | Helene Aeckerle                              | deutsche Autorin und Übersetzerin                                                                        | 65    |       |
| 27. September | Friedrich Bölck                              | deutscher Unternehmer                                                                                    | 63    |       |
| 27. September | Richard Strelli                              | österreichischer Benediktiner und Abt                                                                    | 65    |       |
| 27. September | Aladár Székely                               | ungarischer Fotograf                                                                                     | 70    |       |
| 27. September | Julius Wagner-Jauregg                        | österreichischer Arzt, Psychiater und Nobelpreisträger                                                   | 83    |       |
| 28. September | Anne-Marie Koeppen                           | deutsche Schriftstellerin und NS-Funktionärin                                                            | 41    |       |
| 28. September | Leonard Anthony Springer                     | niederländischer Gartenarchitekt                                                                         | 85    |       |
| 29. September | Édouard Claparède                            | Schweizer Psychologe und Pädagoge                                                                        | 67    |       |
| 29. September | Courtney Ryley Cooper                        | US-amerikanischer Journalist, Schriftsteller, Drehbuchautor und Zirkusclown                              | 53    |       |
| 30. September | James Connolly                               | US-amerikanischer Mittel- und Langstreckenläufer                                                         | 40    |       |
| 30. September | Walter Kollo                                 | deutscher Komponist                                                                                      | 62    |       |
| 30. September | Ludwig Poppelbaum                            | deutscher Senator, Autor, Bürgermeister und Ehrenbürger von Wesel, NS-Opfer                              | 74    |       |
| 30. September | Oliver Henry Shoup                           | US-amerikanischer Politiker, Gouverneur von Colorado                                                     | 70    |       |